# Yasuhito Suzuki
Yasuhito Suzuki (jap. 鈴木 康仁, Suzuki Yasuhito; * 19. Dezember 1959 in der Präfektur Osaka) ist ein ehemaliger japanischer Fußballtorhüter.

## Nationalmannschaft
1980 debütierte Suzuki für die japanische Fußballnationalmannschaft. Suzuki bestritt vier Länderspiele. Mit der japanischen Nationalmannschaft qualifizierte er sich für die Junioren-Fußballweltmeisterschaft 1979.

## Errungene Titel
- Japan Soccer League: 1980